# Kisfogú homoki tigriscápa
A kisfogú homoki tigriscápa (Odontaspis ferox) a porcos halak (Chondrichthyes) osztályának heringcápa-alakúak (Lamniformes) rendjébe, ezen belül a tigriscápafélék (Odontaspididae) családjába tartozó faj.
Az Odontaspis porcoshal-nem típusfaja.

## Előfordulása
Példányait a világóceán kiterjedt területein találták meg. Az adatok cirkumtropikális elterjedésre utalnak. Az Atlanti-óceán keleti részén a Vizcayai-öböltől Marokkó déli részéig honos, megtalálható az Azori- és Kanári-szigetek környékén, valamint a Földközi-tengerben. A Nyugat-Atlantikum területén Észak-Karolina, Florida, a Yucatán-félsziget és a brazil Fernando de Noronha szigetek partjainál jelezték előfordulását. Az Indiai-óceánban nyugaton Dél-Afrika, Madagaszkár és Tanzánia, keleten a Maldív-szigetek és az indiai tektonikus lemez délnyugati vonalának  környékén honos. A Csendes-óceán északi részén Japán, Hawaii, Kalifornia és Kolumbia, délen pediag Új-Kaledónia, Ausztrália keleti része és Új-Zéland határozza meg elterjedésének vonalát.